# Bitva u Jassínu
Bitva u Jassínu (18.–19. leden 1915) představovala druhé významné střetnutí první světové války v bojích o Německou východní Afriku. Německé jednotky vedené plukovníkem von Lettow-Vorbeckem v ní odrazily pokus britských sil o pozemní invazi do své kolonie.
Jassin, tehdy malá vesnice severně od přístavu Tanga bylo obsazené Brity, aby byla zajištěna hranice mezi Britskou východní Afrikou a Německou východní Afrikou. Bylo však velmi slabě bráněno pouhými čtyřmi rotami indických vojáků, což čítalo něco málo přes 300 mužů.
Německý velitel Paul Emil von Lettow-Vorbeck se rozhodl na toto místo zaútočit aby zabránil nebezpečí útoku britských sil na přístav Tanga, který ležel o 50 kilometrů jižněji a byl již více než dva měsíce předtím úspěšně ubráněn při britském útoku v bitvě o Tangu. K útoku bylo shromážděno devět rot německých koloniálních jednotek, tzv. Schutztruppe, povětšinou askarijů, vedených evropskými důstojníky.
Bezprostředně poté, co byly britské síly poraženy, byly nepřátelští velitelé, kapitáni Hanson a Turner odvedeni na setkání s Lettow-Vorbeckem. K jejich překvapení jim poblahopřál k ukázkové obraně města a oba britské velitele propustil výměnou za slib, že se nebudou dále angažovat v této válce.
Ačkoli britské jednotky porazil, uvědomoval si Lettow-Vorbeck, že výše německých ztrát důstojníků a střeliva dosahovalo úrovně, ve které by si mohl jen zřídka dovolit konfrontace v tak velkém měřítku a proto se rozhodl vyžívat spíše partyzánské taktiky. Namísto toho, aby vyhledával rozhodující bitvy proti Britům, soustředil se na záškodnické operace proti Ugandské železnici a narušování zásobovacích tras. Britskou odpovědí bylo soustředění stále většího počtu sil, která měla snížit rizika takových akcí a zjednodušit obranu. Tím pádem Lettow-Vorbeck vázal na svou malou armádu mnoho britských vojáků až do konce války.